# Рокенрол уранак
Рокенрол уранак је музички фестивал који се сваког пролећа, у време првомајских празника, одржава у Смедеревској Паланци.

## Досадашња издања фестивала
| Година    | Датум     | Извођачи                                   | Изв.  |
| --------- | --------- | ------------------------------------------ | ----- |
| 2022. (1) | 30. април | ди-џеј Којот · Кригери · Хладно пиво       | [ 1 ] |
| 2022. (1) | 1. мај    | ди-џеј Кедлави · · Канда, Коџа и Небојша   | [ 1 ] |
|           |           |                                            |       |
| 2023. (2) | 29. април | ди-џеј ПМ · Стерео банана · Ничим изазван  | [ 2 ] |
| 2023. (2) | 30. април | Посно прасе · Јорговани · КБО!             | [ 2 ] |
| 2023. (2) | 1. мај    | Лустери · Ђорђе Давид и + Ивана Петерс     | [ 2 ] |
|           |           |                                            |       |
| 2024. (3) | 1. мај    | Лудак у развоју · Трула коалиција · Бркови |       |
| 2024. (3) | 2. мај    | Мики Радојевић и бенд · Никола Врањковић   |       |